# Kotar Uckermark
Kotar Uckermark (njemački Landkreis Uckermark) u Brandenburgu 
najprostraniji je kotar Njemačke.
Površina kotara iznosi 3.058,1 km ². Krajem 2007. imao je 134.958 stanovnika. Ima 34 naselja od kojih je sjedište uprave u Prenzlauu.
Kotar Uckermark nalazi se na krajnjem sjeveroistoku Brandenburga, na granici s Poljskom. Sjeverni dio povijesne regije Uckermark sada pripada susjednoj državi Mecklenburg-Zapadno Pomorje.

## Vanjske poveznice
- Službena stranica